# Estadio Deportivo Filipino
El Philippine Sports Stadium o Estadio Filipino de Deportes es un estadio multiusos ubicado en Bulacán, localidad situada 20 km al norte de Manila, en Filipinas. el estadio con una capacidad para 20 000 personas esta inserto en la zona turístico empresarial llamada Ciudad de Victoria, la zona de 140 hectáreas incluye además el estadio cubierto Philippine Arena y el más pequeño Phil Sports Center.
El Philippine Sports Stadium, también conocido como Estadio de la Universidad Nueva Era (NEU), está destinado principalmente para eventos deportivos como el fútbol, atletismo y otros juegos de campo. Con su capacidad para 20 000 personas pasó a ser el estadio más grande de Filipinas, superando al Rizal Memorial Stadium (13 000), el estadio nacional del país.
Se espera que el estadio en el futuro pueda albergar una de las sedes del Campeonato de Fútbol del Sudeste Asiático (Copa Suzuki 2016) que Filipinas y Myanmar tienen programado para ser los anfitriones.
.